# Tetraphenylarsoniumchlorid
Tetraphenylarsoniumchlorid ist ein quartäres Arsensalz.

## Gewinnung und Darstellung
Tetraphenylarsoniumchlorid kann aus Triphenylarsan gewonnen werden. Dazu wird das Triphenylarsen zunächst oxidiert, anschließend kann es mit Phenylmagnesiumbromid reagieren. Eine alternative Synthese nutzt Pentaphenylarsen und Triphenylarsendichlorid.

## Verwendung
Tetraphenylarsoniumchlorid kann als Fällungsreagenz für verschiedene anionische Komplexe verwendet werden.